# Lepidobotrys staudtii
Lepidobotrys staudtii är en tvåhjärtbladig växtart som beskrevs av Adolf Engler. Lepidobotrys staudtii ingår i släktet Lepidobotrys och familjen Lepidobotryaceae. Inga underarter finns listade.